# 鄂城寺塔
鄂城寺塔又称“隋塔”，位于河南省南阳市卧龙区石桥镇，因鄂城寺地在西汉属西鄂县，故其寺曰鄂城寺，塔曰鄂城寺塔。

## 历史
鄂城寺塔始建于隋代大业十三年（617年），宋代寺塔重新修葺为七层仿楼阁式砖塔。近年，鄂城寺塔被列为全国重点文物保护单位。

## 建筑艺术
鄂城寺塔重建为七层仿平面六边形，高七层，通高18.88米,通体用青砖平砌。第四至七级是近年来重修的仿楼阁式建筑，塔底层西面券门可通塔心室，门上嵌一石碑，塔心室亦为六边形。第二层六面壁上各嵌砖雕佛像8尊。塔体逐层收减高度及边长,整个塔身略成抛物线形，建筑雄伟，造型俊秀。鄂城寺塔的建筑形式及结构、遗物都保留了宋代的原貌,是研究宋代砖结构建筑的重要实例,具有重要的价值。

## 附属建筑
在鄂城寺旧址中轴线上，有清代建筑的山门、前殿、中殿各三间,两侧有东西配殿各三间,均为清代硬山建筑，寺内寺西侧门两边有宋代元符二年(1099年)所制石狮二尊,刀法遒劲,线条简练,造型雄浑，另有明清碑碣多方。

## 参看
- 淅川香严寺